# Saltdiapir

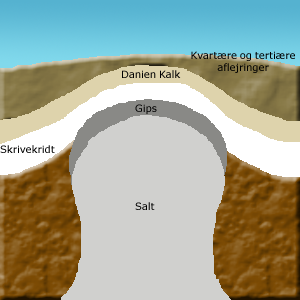
En illustration av en saltdiapir (ljusgrå på bilden).

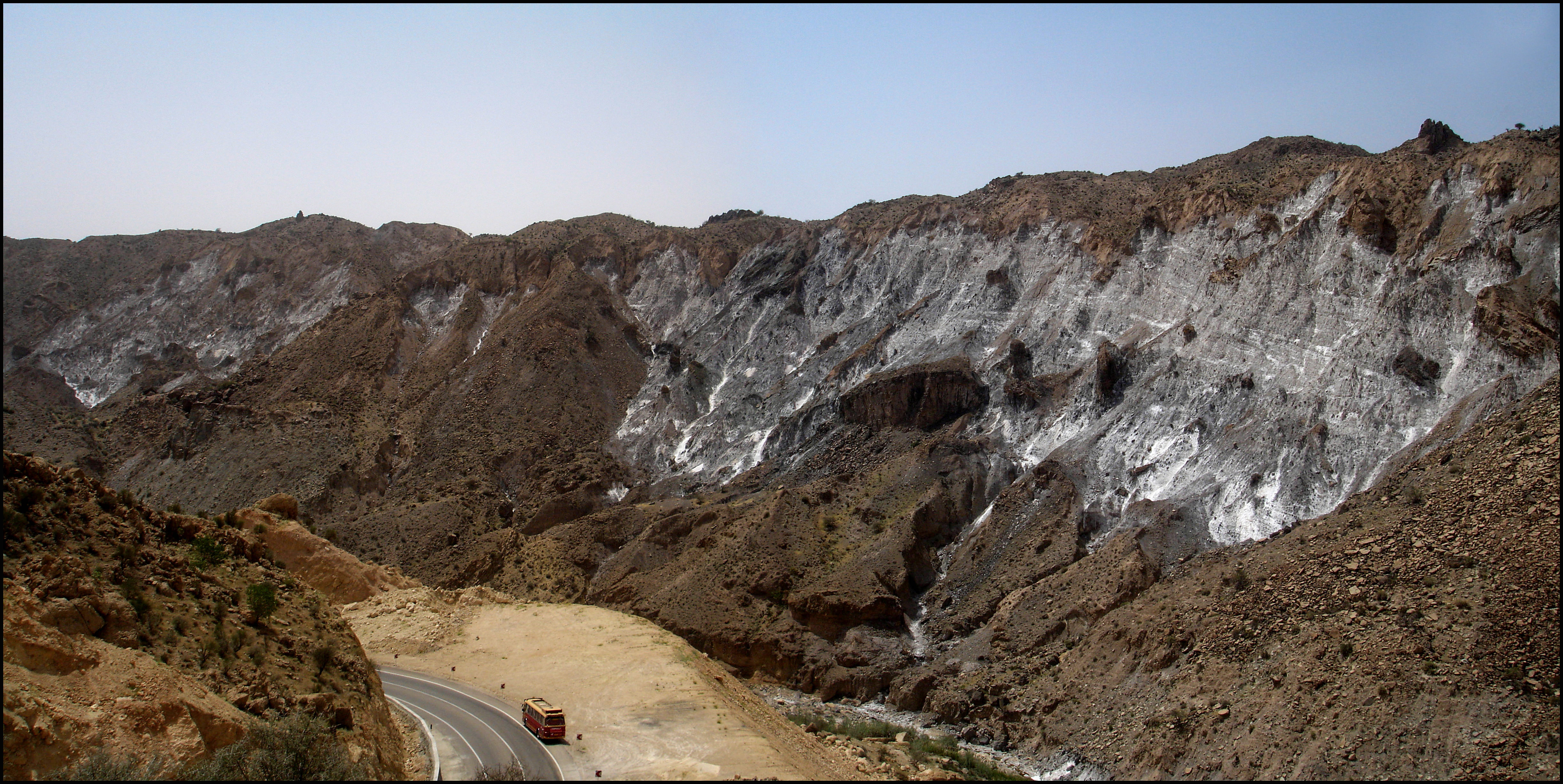
Saltdom i Iran.

En saltdiapir kallas även saltstock är en massa av stensalt (eller andra evaporitmineraler) formad som en dom eller plugg som tränger upp genom ett område i jordskorpan som består av sediment eller sedimentära bergarter. Saltdiapirer är vanliga typer av diapirer. Diapirer är massor som på grund av lägre densitet tränger upp genom överliggande material som oftast består av bergarter. 
En saltdom är en struktur som orsakas av en uppträngande saltdiapir och är oftast över en kilometer i diameter. En saltplugg är en form av saltdiapir eller så utgör saltpluggen kärnan i en diapir.
Om en saltdiapir når jordytan och sprids ut så bildas en så kallad saltglaciär.

## Bildning

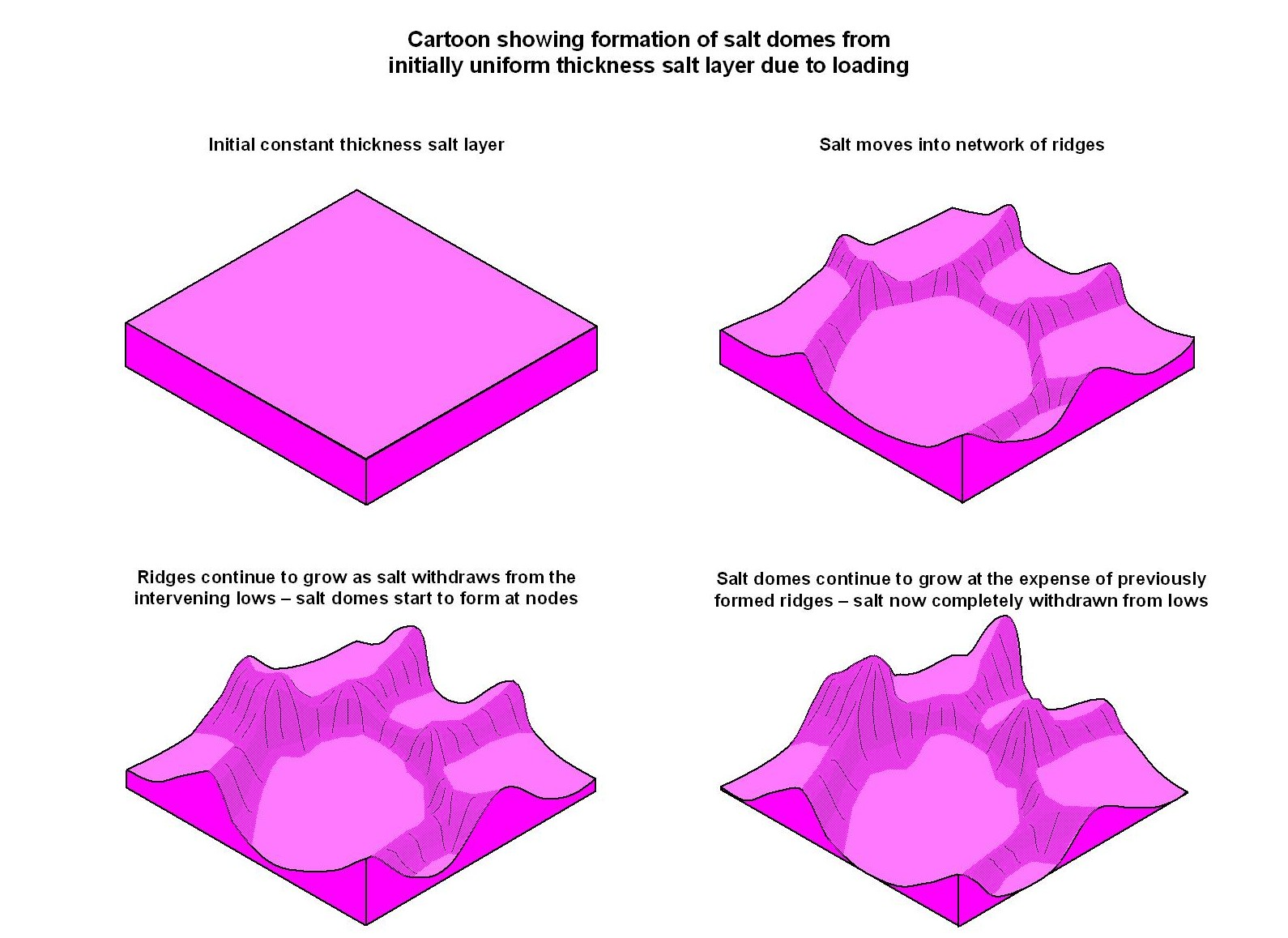
Diagram som visar bildningen av saltdomer

Stratigrafiskt utvecklades saltbassänger periodiskt från Proterozoikum till Neogen. Bildandet av en saltdom börjar med avsättning av salt i en begränsad bassäng. I dessa bassänger överstiger utflödet av vatten inflödet. Specifikt förlorar bassängen vatten genom avdunstning, vilket resulterar i utfällning och avsättning av salt. Även om hastigheten för sedimentering av salt är betydligt högre än sedimenteringshastigheten för klastisk bergart, är det känt att en enda förångningshändelse sällan räcker för att producera de enorma mängder salt som behövs för att bilda ett lager som är tillräckligt tjockt för bildandet av saltdiapirer, vilket tyder på att en långvarig period av episodisk översvämning och avdunstning av bassängen måste inträffa.
Med tiden täcks saltlagret med avsatt sediment och begravs under en allt större överbelastning. Tidigare trodde forskare att komprimeringen av överliggande sediment och efterföljande minskning av flytkraft ledde till att salt stiger och tränger in i överlagringen på grund av dess duktilitet och därigenom skapade en saltdiapir, men efter 1980-talet anses den primära kraften som driver saltflödet vara differentialbelastning.
Differentialbelastning kan orsakas av gravitationskrafter (gravitationsbelastning), påtvingad förskjutning av saltgränser (förskjutningsbelastning) eller termiska gradienter (termisk belastning). Flödet av saltet övervinner styrkan hos överbeläggningen såväl som gränsfriktion med hjälp av överbelastningsförlängning, erosion, tryckförändring, seg förtunning eller andra former av regional deformation. Den vertikala tillväxten av saltformationer skapar tryck på den uppåtgående ytan, vilket orsakar förlängning och förkastning. När saltet väl tränger igenom täckytan kan det stiga upp genom en process som kallas passiv diapirism där ackumuleringen av sediment runt diapiren bidrar till dess tillväxt och så småningom formas till en kupol.

## Upptäcktsmekanismer
Vissa saltkupoler kan ses från jordens yta. De kan också lokaliseras genom att hitta unika ytstrukturer och omgivande fenomen. Till exempel kan saltkupoler innehålla eller vara nära svavelkällor och naturgasutlopp. Vissa saltkupoler har saltblad som tränger ut från toppen av kupolen, kallade saltpluggar. Dessa pluggar kan smälta samman och bilda salttak, som sedan kan återmobiliseras genom taksedimentering, med det mest framträdande exemplet i den norra Mexikanska golfen. En annan struktur som kan bildas från saltkupoler är saltsvetsar. Dessa uppstår när tillväxten av en kupol förhindras av en uttömd tillgång på salt, och de övre och nedre kontakterna smälter samman.
Saltkupoler har också lokaliserats med hjälp av seismisk refraktion och seismisk reflektion. Den senare utvecklades utifrån tekniker från den förra och är mer effektiv. Seismisk refraktion använder seismiska vågor för att karakterisera geologiska förhållanden och strukturer under ytan. Seismisk reflektion framhäver närvaron av en skarp densitetskontrast mellan saltet och omgivande sediment. Seismiska tekniker är särskilt effektiva eftersom saltkupoler vanligtvis är nedsänkta block av skorpa som kantas av parallella normala förkastningar (graben) som kan flankeras av omvända förkastningar. Framsteg inom seismisk reflektion och expansionen av petroleumprospekteringsinsatser till havs ledde till upptäckten av många saltkupoler strax efter andra världskriget.

## Kommersiell användning
Saltkupoler är platsen för många av världens kolväteprovinser.Bergsaltet i saltkupolen är för det mesta ogenomträngligt, så när det rör sig upp mot ytan tränger det in och böjer befintligt berg med det. När bergskikten penetreras, böjs de i allmänhet uppåt där de möter kupolen och bildar fickor och reservoarer av petroleum och naturgas (kända som petroleumfällor). År 1901 utfördes en oljeborrning i Spindletop Hill nära Beaumont, Texas. Detta ledde till upptäckten av den första saltkupolen, avslöjade vikten av salt för bildandet av kolväteansamlingar och producerade tillräckligt med olja för att petroleum skulle bli ett ekonomiskt användbart bränsle för USA. Flera länder använder lösningsbrytning för att bilda grottor för att hålla stora mängder olje- eller gasreserver.
Kaprock ovanför saltkupolerna kan innehålla avlagringar av naturligt svavel (ansamlat genom Frasch-processen). De kan också innehålla avlagringar av metaller, natriumsalter, nitrater och andra ämnen, som kan användas i produkter som bordssalt och kemiska avisningsmedel.

## Förekomst
Saltkupoler förekommer i många delar av världen där det finns ett tillräckligt tjockt lager av stensalt utvecklat.

### Hormuzformationen
I Mellanöstern är det övre neoproterozoiska saltet av Hormuzformationen förknippat med utbredd saltkupolbildning i de flesta delar av Persiska viken och på land i Iran, Irak, Förenade Arabemiraten och Oman. Det tjockare saltet finns i en serie bassänger i Västra Gulfen, Södra Gulfen och saltbassängerna i Oman.

### Paradox Basin

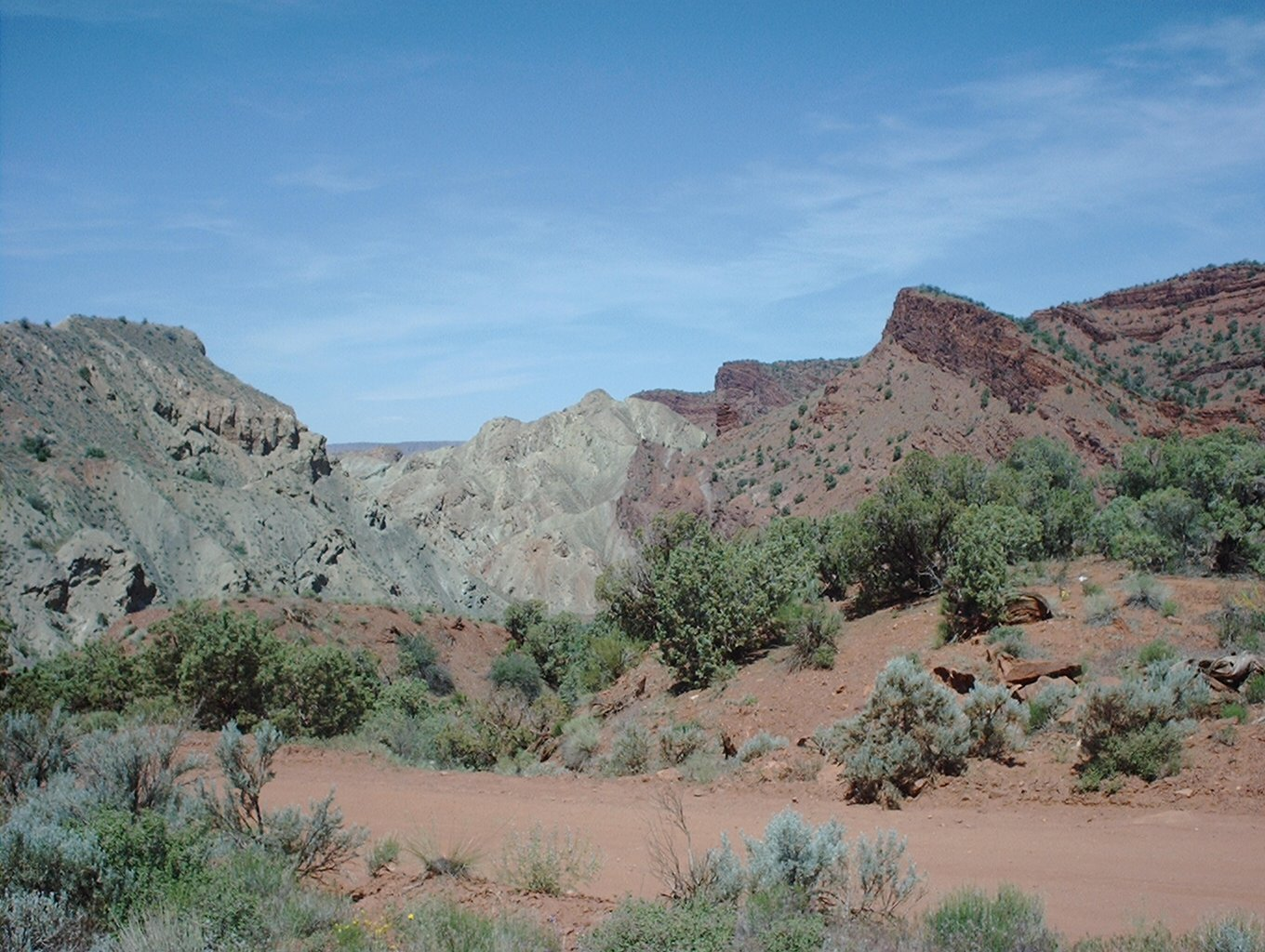
Slutvy av den framväxande Onion Creek-saltkupolen mellan rester av fördrivna överlagringar

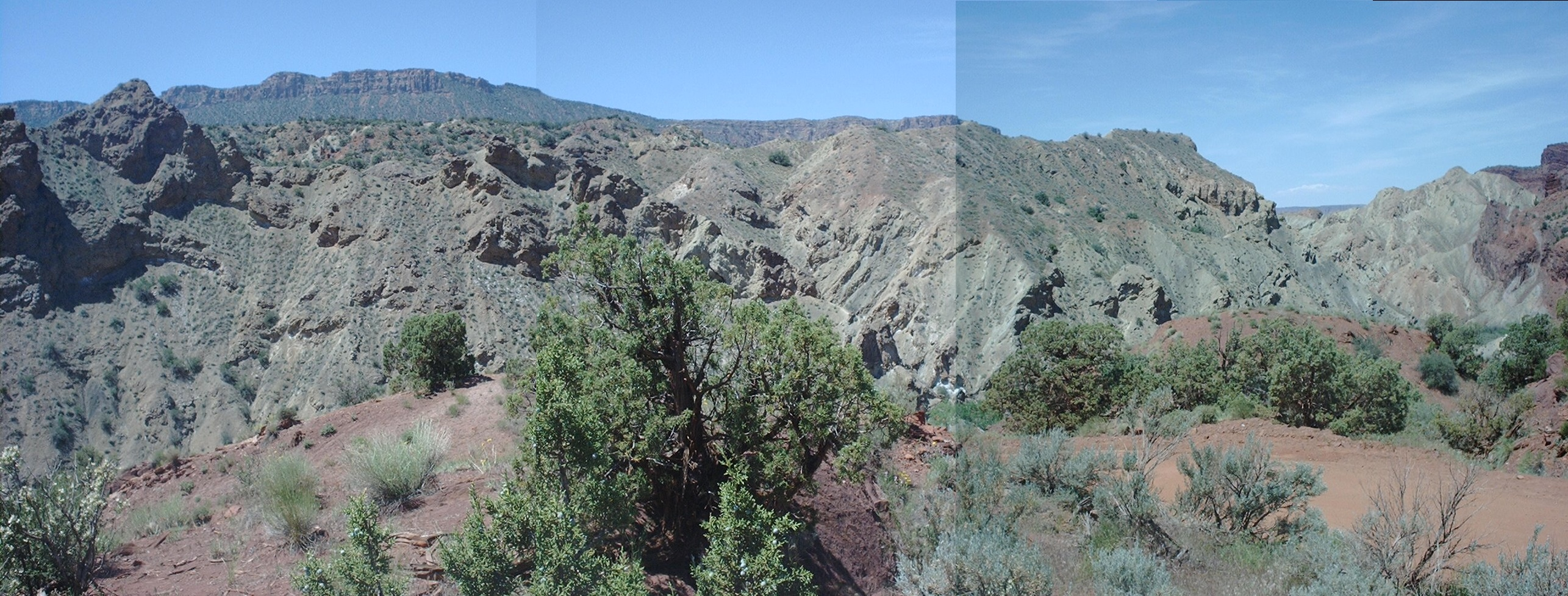
Sidovy av framväxande saltkupol från åsen av rester av förskjuten överbeläggning

Pennsylvaniaålderns salt av Paradoxformation bildar saltkupoler i hela Paradox Basin i USA, som sträcker sig från östra Utah, genom sydvästra Colorado till nordvästra New Mexico.
Ett exempel på en framväxande saltkupol finns vid Onion Creek, Utah / Fisher Towers nära Moab, Utah. En saltkropp från Paradoxformationen som har rest sig som en ås genom flera hundra meter av överlagringar av övervägande sandsten. När saltkroppen reste sig, bildade överbeläggningen en antiklinal (bågande uppåt längs dess mittlinje) som sprack och eroderades för att exponera saltkroppen.

### Barents hav
Utanför norra Norge i sydvästra Barents hav avsattes tjockt salt av övre karbon-nedre perm, vilket bildade saltkupoler i Hammerfest- och Nordkapbassängerna.

### Mexikanska Golfen

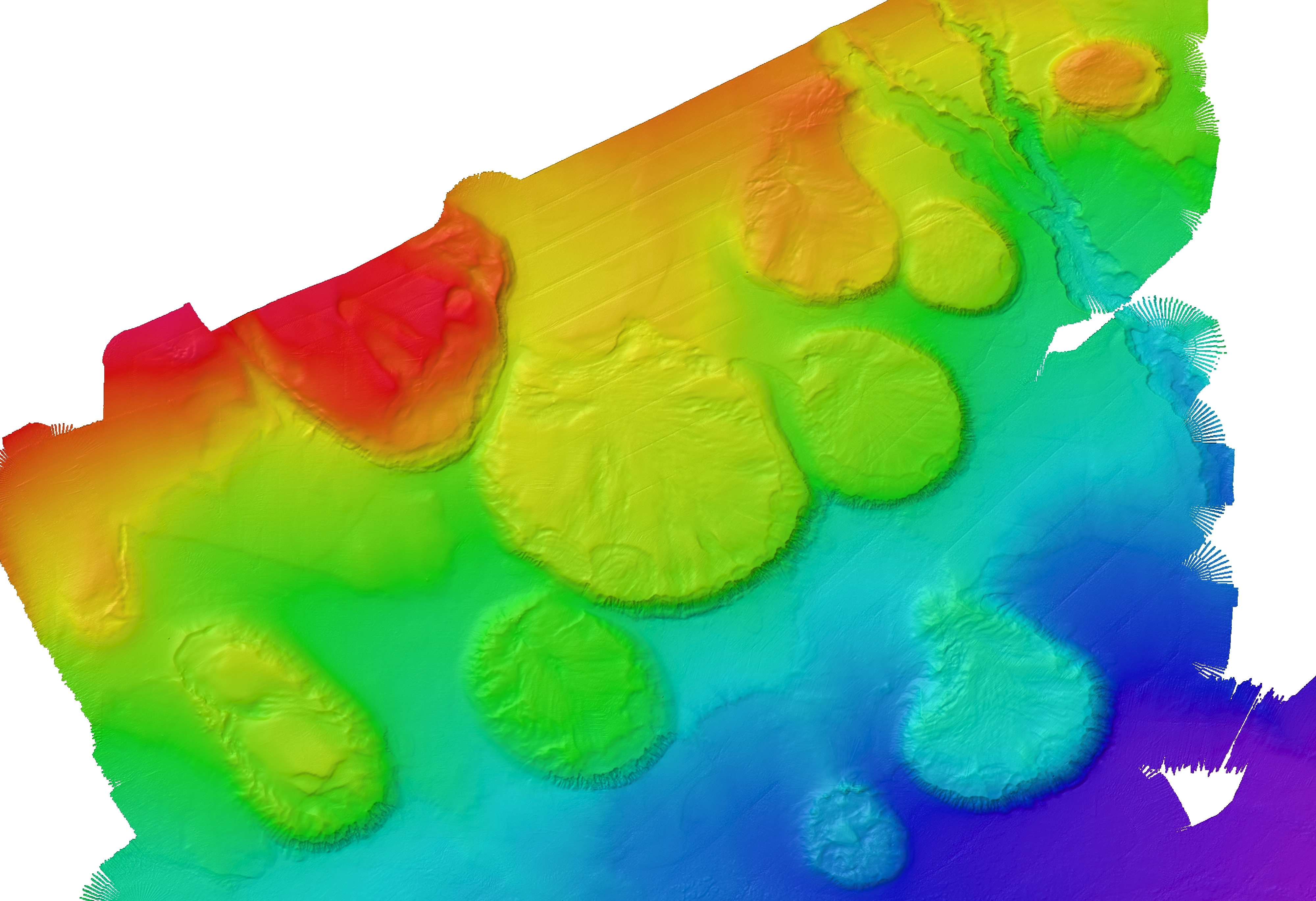
Bild av undervattens saltdomer i Mexikanska Golfen

Gulfkusten är platsen för över 500 saltkupoler bildade av louannsalt från mellanjura. Denna region är plats för det mesta av den amerikanska strategiska petroleumreserven. Avery Island bildades av en saltkupol.